# 재넌
재넌(Jaenune, 본명: 이재원, 1997년 6월 16일 ~ )은 대한민국의 인터넷 방송인이다. 다양한 컨텐츠의 영상을 업로드하며 게임으로는 리그 오브 레전드를 주로 업로드한다. 2018년 유튜브 골드버튼을 수상했다.

## 음반
| 제목                     | 길이  | 발매일     | 비고 |
| ------------------------ | ----- | ---------- | ---- |
| 봄이 오든말든            | 03:17 | 2018.05.25 |      |
| Love Is Always Like This | 03:47 | 2018.10.29 |      |
| Rainy Christmas          | 03:39 | 2018.12.11 |      |